# Protomédico
Se llaman protomédicos a los físicos o médicos principales que tenían el cargo de habilitar para el ejercicio de la ciencia médica a los que lo solicitaran. 
De muy antiguo se conoció la necesidad de poner algún orden y exigir algunas pruebas de suficiencia en el importante negocio de conferir la facultad autorizada u oficial de asistir a los enfermos. A falta de maestros públicos y de una enseñanza oficial, se encomendó a los protomédicos, dando en un previo examen pruebas de estar medianamente instruidos. De ahí: 
- los Protomedicatos, compuestos de los protomédicos o médicos principales que solían ser los del monarca
- el Protobarberato, que examinaba a los ministrantes o sangradores
- el Protoalbeitarato, que examinaba a los albéitares, etc.

La institución de las Juntas de protomédicos no fue más que una imitación de las de los archîalros (voz compuesta de dos griegas que equivalen a príncipes, principales de los que curan, de los médicos) de Roma, donde los hubo de tres tipos: 
- palatinos (de palacio, de cámara)
- condes de primer orden
- populares, que asistían a todo el pueblo, retribuidos por el erario público.